# Карл XIII
Карл XIII (швед. Karl XIII; 7 жовтня 1748 — 5 лютого 1818) — король Швеції у 1809—1818 роках, король Норвегії (під іменем Карла II) у 1814—1818 роках. Походив з Гольштейн-Готторпської династії.
Відомий як Карл XIII, в дійсності був сьомим королем під цим іменем, оскільки Карл IX (1604—1611) обрав собі ім'я, спираючись на нумерування легендарних королів.

## Життєпис

### Герцог Седерманландський
Був сином Адольфа Фредеріка, короля Швеції, та Луїзи Ульріки Гогенцоллерн. Карл здобув гарну освіту, особливо у галузі військово-морської справи. Ще за часів батька він став адміралом шведського флоту.
У період королювання свого брата Густава III Карл підтримував усі його дії та заходи. У 1785 році Карл мав намір зайняти трон герцогства Курляндського, проте його плани не справдилися. У 1777 та 1780 роках виконував обов'язки регента за відсутності у країні короля. З початком війни з Росією у 1788 році Карл Седерманландський командував флотом. Він досить успішно бився з російським флотом біля островів Гогланд (7 червня 1788 року) та Еланд (26 липня 1789 року). Проте остаточної перемоги здобути не зміг.
Після загибелі Густава III під час заколоту Карл Седерманландський виконував обов'язки регента до 1796 року при своєму небожеві Густаві Адольфі.
29 березня 1809 року стався державний переворот проти короля Густава IV Адольфа. Риксдаг прийняв нову конституцію, яка розподілила владу між королем, Державною радою та риксдагом. Швеція стала конституційною монархією. Невдовзі королем було обрано герцога Карла.

### Король
Обрання королем Карла XIII не забезпечило внутрішню стабільність та спадковість у країні. Новий король не мав спадкоємців, тому знову постало питання про наступника трону. Спочатку ним став данський принц Кристіан Август Августенбурзький, далекий родич короля, але у 1810 році він раптово помер.
Тоді вибір припав на французького маршала Жана Бернадота. Це забезпечило б підтримку з боку Франції у війні проти Росії. Уряд Швеції, крім того, сподівався використати військову потугу Франції для повернення Фінляндії.
У 1810 році Бернадот офіційно стає спадкоємцем трону. До того ж Карл XIII усиновив його, щоб ні в кого не виникало нових претензій на трон. З цього моменту на той час дуже хворий Карл XIII фактично передає владу своєму спадкоємцю, залишаючись номінальним королем.
4 листопада 1814 року, вже після закінчення наполеонівських воєн, Бернадот за підтримки Росії та Великої Британії змусив норвезький стортинг визнати Карла XIII новим королем Норвегії під ім'ям Карла II.

### Шведсько-норвезька унія
Шведська-норвезька унія стала наслідком кількох компромісів. Вона спиралася на такі документи: Кільський мирний договір, Мосську конвенцію та Акт про обрання королем Норвегії шведського короля Карла XIII в листопаді 1814 року. Цих компромісів вдалося досягти лише завдяки формулюванням, що їх кожна сторона могла тлумачити по-своєму. Багато основних пунктів у цих документах були сформульовані так двозначно, що від самого початку їх розуміли по-різному. Отже, погляди на унію були різні у Швеції і в Норвегії.
Шведи розглядали унію як компенсацію за втрату Фінляндії. Норвегія — як раніше Фінляндія — мала злитися зі Швецією і стати складовою частиною єдиної держави.
Норвежці, навпаки, вбачали в унії перший крок на шляху до незалежності, чого вони дедалі наполегливіше вимагали протягом останніх років перед вступом до унії. Це їхнє прагнення відбилося в Ейдсволльській конституції та у виборах власного короля 17 травня 1814 року. Звичайно, їм довелося погодитися на унію, але за однієї умови: король Швеції мав визнати Ейдсволльську конституцію і поважати автономний статус Норвегії в унії. Згідно з Ейдсволльською конституцією, норвезький парламент (стортинг) мав більше повноважень, ніж будь-який інший, за винятком парламентів Англії та США. Стортинг міг пропонувати й запроваджувати нові закони, незважаючи навіть на королівське вето.

## Родина
Дружина — Гедвіга Елізабет (1759—1818), донька Фредеріка Августа I, герцога Ольденбурзького
Діти:
- Карл Адольф (1798)